# رام سام سام
Yjtuguhy 
رام سام سام (بالإنجليزية: A Ram Sam Sam)‏ هي أغنية مغربية شهيرة ولعبة للأطفال. اكتسبت الأغنيّة شعبية في جميع أنحاء العالم، واستخدمت في تلحينها أشكالًا أخرى مثل «أرام» عوض «رام» و«زام زام» بدلًا من «سام سام».